# Société nationale des chemins de fer du Congo
Pour les articles homonymes, voir SNCC.

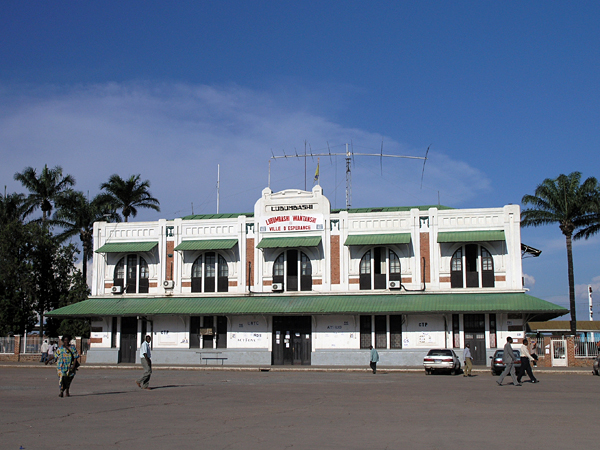
Gare de Lubumbashi

La Société nationale des chemins de fer du Congo (ou SNCC) est une entreprise publique de la République démocratique du Congo, active essentiellement dans l'Est et le Sud du pays. Elle est basée à Lubumbashi dans le Haut-Katanga (Katanga démembré). Elle est active dans l'exploitation de chemin de fer, mais aussi dans le transport fluvial et routier et l'exploitation de ports.

## Historique
- 1889 : création de la Compagnie du Chemin de Fer du Congo (CCFC),
- 1898 : création de la  Société des Chemins de fer vicinaux du Mayumbe (CVM),
- 1902 : création de la Compagnie de chemin de fer du Katanga (CFK),
- 1902 : création de la  Compagnie du Chemin de fer du Congo Supérieur aux Grands Lacs africains (CFL),
- 1906 : constitution de la Compagnie du chemin de fer du bas-Congo au Katanga (BCK),
- 1911 : liaison du réseau avec l'Océan Atlantique par le chemin de fer de Benguela (CFB),
- 1927 : création de la Société de chemin de fer Léopoldville-Katanga-Dilolo (LKD),
- 1952 : fusion du LKD et du CFK pour constituer la Compagnie de chemin de fer du Katanga-Dilolo-Léopolville (KDL),
- 1961 : subdivision du BCK en Ancienne compagnie BCK de droit belge et en Nouvelle compagnie BCK de droit congolais.
- 1970 : reprise de toutes les activités de la Nouvelle BCK par la Société congolaise KDL devenue Compagnie de chemin de fer Kinshasa-Dilolo-Lubumbashi.
- 1974 : fusion des Sociétés de chemins de fer KDL, CFL, (Office congolais des chemins de fer des Grands Lacs), CVZ (Chemins de fer vicinaux du Zaïre), CFMK (Chemin de fer Matadi-Kinshasa) et CFM (Chemin de fer du Mayombe) en Société nationale des chemins de fer zaïrois (SNCZ)
- 1991 : dissolution de la SNCZ, création de la SNCZ/Holding et des filiales OCS (Office des chemins de fer du Sud), SFE (Société des chemins de fer de l'Est) et CFU (Office des Chemins de fer des Uele).
- 1995 : en novembre 1995, dissolution de la SNCZ/Holding et de ses filiales et signature d'un accord cadre cédant l'exploitation des chemins de fer à une société privée dénommée Sizarail, laquelle a été dissoute en 1997.
- 1997 : reprise de toutes les activités par la SNCC.

## Réseau

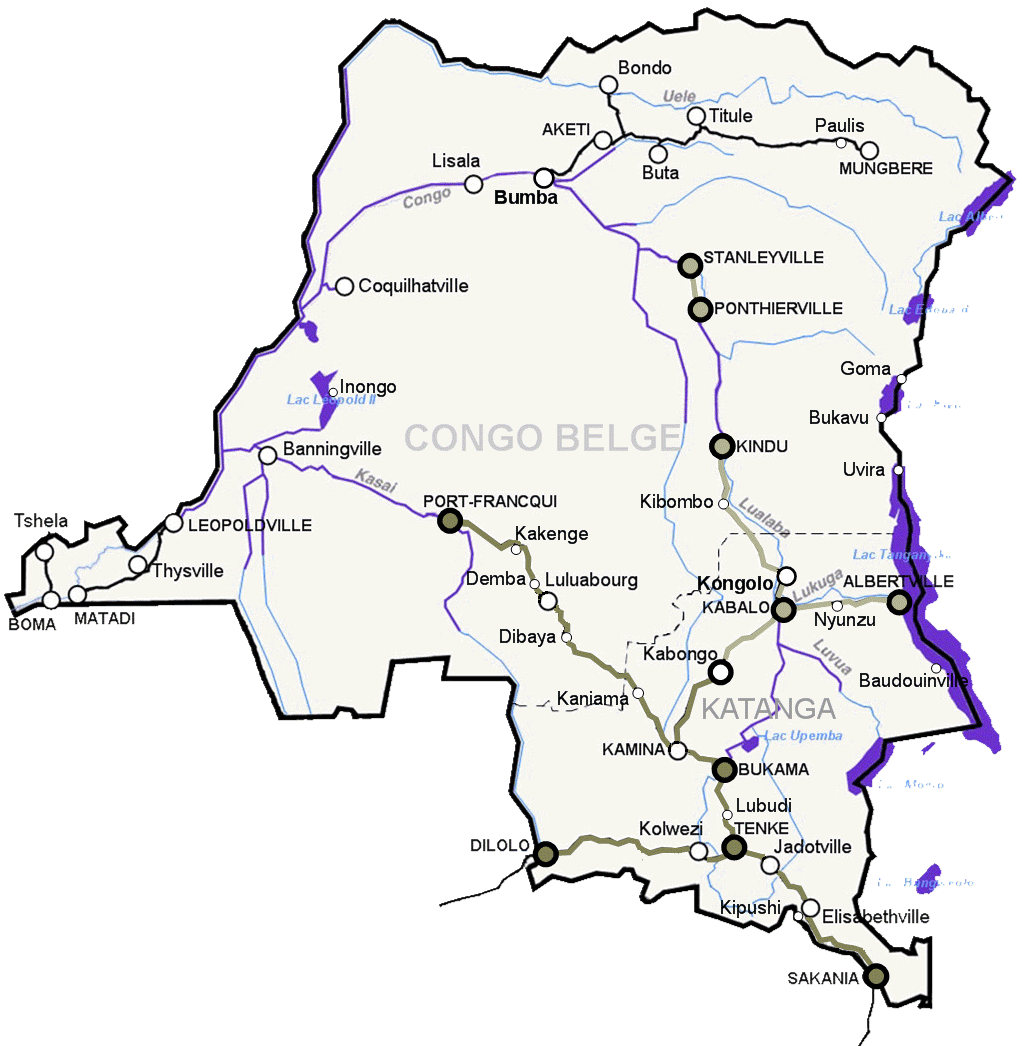
Carte du réseau de chemin de fer.

### Secteurs
- région du Sud (siège à Likasi)
- région Centre (siège à Kamina)
- région Nord (siège à Kananga)
- région Est (siège à Kalemie)
- région Nord-Est (siège à Kindu)
- circonscription d'exploitation de Lubumbashi

### Lignes de chemin de fer
- 4007 kilomètres de voies ferrées (dont 858 kilomètres électrifiés) au Katanga, au Bas-Congo, au Kasaï-Occidental, au Kasaï-Oriental et au Maniema.
- Écartement : 3' 6" (1,067 mètre)[1]:
  - chemin de fer Matadi-Kinshasa[2]
  - chemin de fer Lubumbashi-Sakania
  - chemin de fer Lubumbashi-Ilebo
  - chemin de fer Kamina-Kindu
  - chemin de fer Tenke-Dilolo
  - chemin de fer Kabalo-Kalemie[3]
- Écartement : 1,00 mètre[4]puis 1,067 mètre:
  - chemin de fer Ubundu-Kisangani
- Écartement : 0,60 mètre[5]:
  - chemin de fer Bumba-Aketi-Isiro-Mungbere
- Écartement : 2' 1/5" ou 0,61 mètre[6] puis 0,60 mètre:
  - Chemin de fer du Mayombe (Boma-Tshela)

### Réseau lacustre et fluvial
- réseau lacustre du Lac Tanganika représentant 1 425 kilomètres. Il relie la République démocratique du Congo à la Zambie, à la Tanzanie et au Burundi;
- réseau lacustre du lac Kivu reliant Bukavu à Goma (106 kilomètres),
- réseau fluvial de Kindu à Ubundu (310 kilomètres) et de Kongolo à Malemba-Nkulu (390 kilomètres).

### Ports
- port fluvial d'Ilebo
- port fluvial de Kalemie

### Réseau routier
- route Kalundu-Bukavu (128 kilomètres)